# Goldwin Corlett Elgie
Pour les articles homonymes, voir Corlett et Elgie.
Goldwin Corlett Elgie  (21 juillet 1896-4 avril 1975) est un avocat et homme politique provincial canadien de l'Ontario. Il représente la circonscription de Woodbine de 1934 à 1943 et de 1945 à 1948.

## Biographie
Né à Dresden (en) dans le sud-ouest de l'Ontario, il étudie au Albert College (en) de Belleville, à l'Université Western Ontario et à la Osgoode Hall Law School.

## Politique
Élu député conservateur de la circonscription de Woodbine en 1934, il est réélu en 1937 et défait en 1943 par Bert Leavens (en) du CCF. Reprenant son siège en 1945 à titre de député progressiste-conservateur, il est à nouveau défait par Leavens en 1948.
Durant son passage en tant que député, en 1937, il propose un projet de loi privé permettant aux passagers de poursuivre un chauffeur accusé de négligence à la suite d'une accident. Le projet est défait entre autres par le gouvernement libéral en place.
Son fils Robert (en) a également siégé à l'Assemblée législative de l'Ontario en tant que député de York-Est (en) de 1977 à 1986.